# Kate Crawford

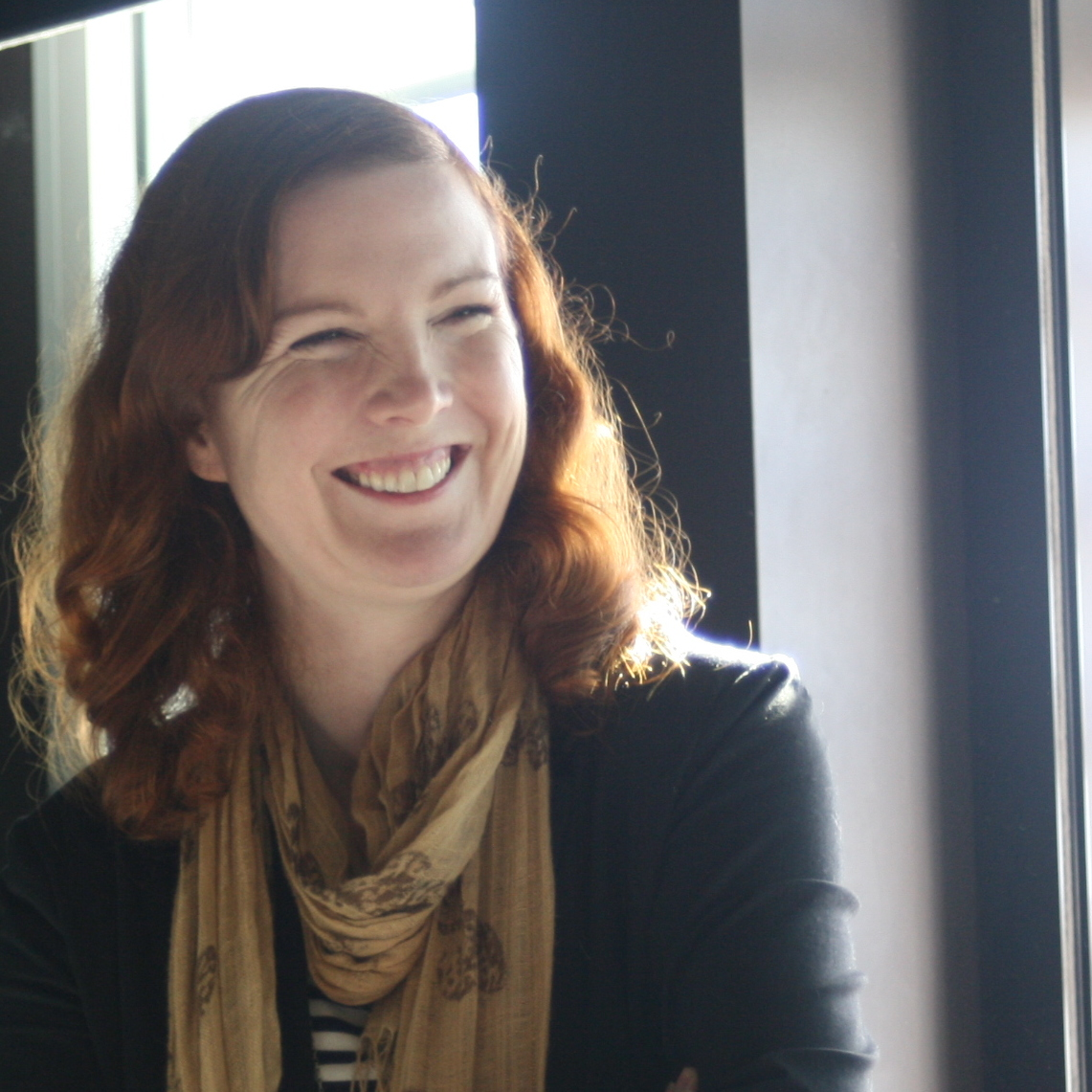
Kate Crawford

Kate Crawford (* 1974) ist eine australische Publizistin, Komponistin, Produzentin und Wissenschaftlerin.
Crawford ist leitende Wissenschaftlerin bei Microsoft Research (Social Media Collective), hält eine Gastprofessur am MIT Center for Civic Media, ist ein Senior Fellow am Information Law Institute der New York University School of Law und hält eine Assistenzprofessur am Journalism and Media Research Centre der University of New South Wales. Seit 2013 ist sie Wissenschaftlerin am Data & Society Research Institutes in New York.
Crawford forscht zu den Themen gesellschaftlicher Wandel und Medientechnologien, im Speziellen zum Schnittpunkt zwischen Mensch, mobilen Geräten und Sozialen Netzwerken.

## Leben
Crawford war Teil des elektronischen Musik Duos B(if)tek und veröffentlichte zwischen 1998 und 2003 drei Alben. Crawford ist Mitgründerin des australischen Labels Deluxe Mood Recordings.
Als Autorin schreibt Crawford für den The Sydney Morning Herald und Foreign Policy. Sie ist ehemaliger Fellow am australischen Think Tank Centre for Policy Development. Vom 19. bis 20. April 2008 nahm sie als eine von 1000 Australierinnen am Australia 2020 Summit in Canberra teil.

## Forschung
Crawford referiert und publiziert zu den Themen Soziale Medien, Internetregulierung, dem Zusammenspiel zwischen Gender und mobilem Internet, Jugendliche und Sexting und Big Data.
Crawford war Gastrednerin bei Konferenzen wie der O’Reilly Strata Conference 2013 und der DataEDGE Konferenz 2013. Ihr Buch Adult Themes – Rewriting the Rules of Adulthood aus dem Jahre 2006 gewann den Manning Clark National Cultural Award.

## Publikationen (Bücher)
- Adult Themes. Rewriting the Rules of Adulthood. Pan Macmillan Australia, Sydney 2006, ISBN 978-1-4050-3738-9.
- (mit Trevor Paglen): Training Humans. Fondazione Prada, Mailand 2019.
- Atlas of AI. Power, Politics, and the Planetary Costs of Artificial Intelligence. Yale University Press, New Haven, London 2021, ISBN 978-0-300-20957-0.
  - Atlas der KI. Die materielle Wahrheit hinter den neuen Datenimperien. C.H. Beck Verlag, 2024, ISBN 978-3-406-82333-6.